# 681
681(육백팔십일)은 680보다 크고 682보다 작은 자연수다.

## 수학
- 합성수로, 그 약수는 1, 3, 227, 681이다. 진약수의 합은 231이므로, 681은 부족수다.
  - 204번째 반소수다. 앞의 반소수는 679, 다음 반소수는 685다.
- 17번째 중심있는 오각수다. 앞의 중심있는 오각수는 601, 다음은 766이다.
- {\displaystyle 681=176+225+280}
  - 연속하는 세 팔각수의 합으로 나타낼 수 있는 수다. 이 성질을 지닌 앞의 수는 534, 다음 수는 846이다.
- {\displaystyle 681=3^{6}-(7^{2}-1)}

## 과학·기술
- NGC 681(영어판): 고래자리 방향에 있는 중간나선은하.
- 681 고르고(영어판): 소행성.
- 로텍 681(영어판): 로텍(영어판)의 스포츠카.

## 교통
- 서일본 여객철도 681계 전동차

## 군사
- U-681(영어판): 제2차 세계 대전에 사용된 나치 독일의 군용 잠수함.

## 문화유산
- 대한민국의 보물 제681호: 영주 흑석사 석조여래좌상

## 기타
- 연도: 681년, 기원전 681년